# Tim O'Brien (schrijver)

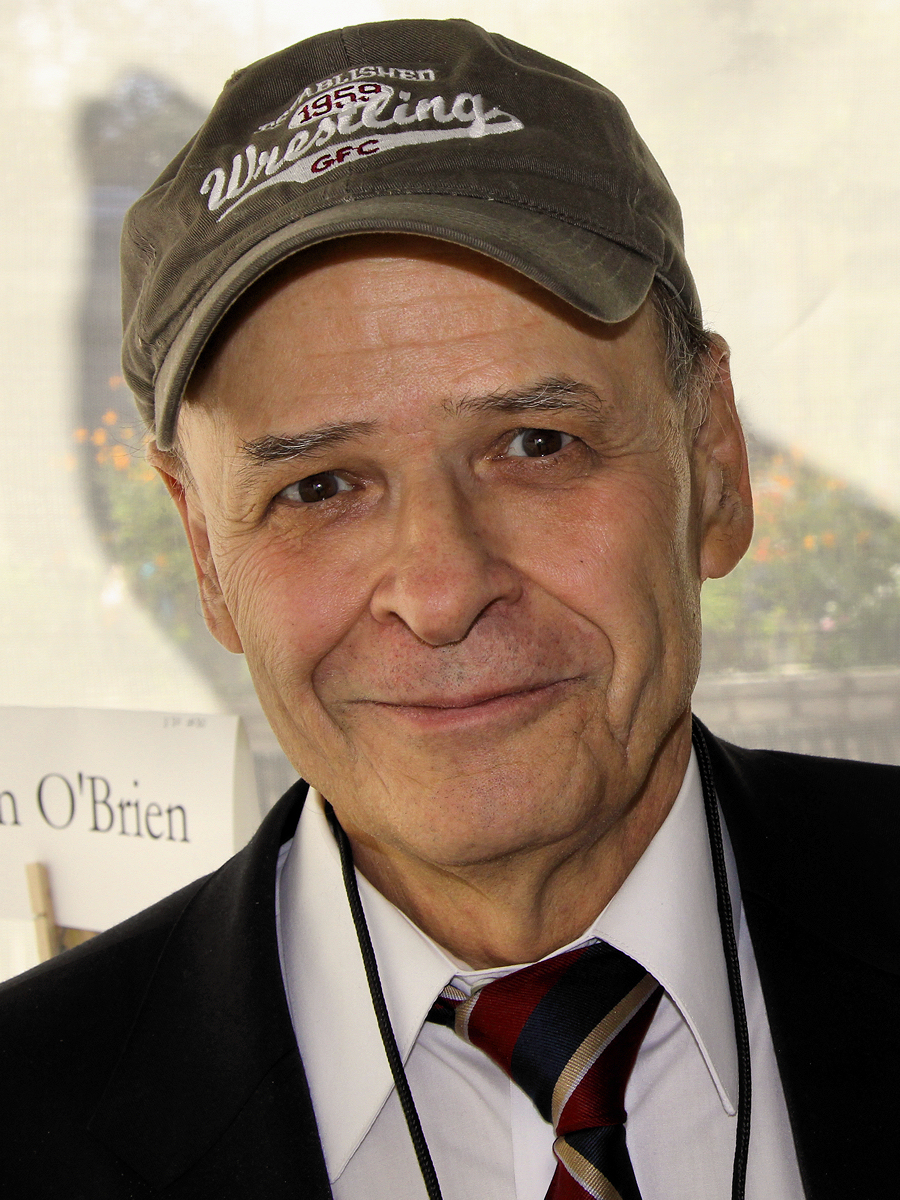
O'Brien in 2012

William Timothy (Tim) O’Brien (1 oktober 1946) is een Amerikaans schrijver die bekend is geworden door zijn boek The Things They Carried (Wat zij droegen), een autobiografische verzameling kortverhalen. Veel van wat hij schreef is gebaseerd op zijn diensttijd tijdens de Vietnamoorlog.

## Biografie
O’Brien woonde zijn eerste levensjaren in Austin en later in Worthington in de staat Minnesota. Hij was de oudste van drie kinderen. Worthington (de kalkoenhoofdstad van de wereld) had een grote invloed op O’Briens fantasie en ontwikkeling als schrijver. Hij beschrijft zichzelf als een kind dat graag las. Hij was ook geïnteresseerd in goocheltrucs, net als schrijven een manier om de werkelijkheid naar zijn hand te zetten. Zijn ouders waren enthousiaste lezers: zijn vader zat in het bestuur van de plaatselijke bibliotheek en zijn moeder gaf les op de basisschool.
Zijn jeugd beleefde hij in het rustige en gezapige Amerika van de jaren vijftig. Daarna volgden het politiek bewustzijn en de onrust van de jaren zestig, met name over de Amerikaanse betrokkenheid bij de oorlog in Vietnam.

## Opleiding en Vietnam
O’Brien studeerde van 1964 tot 1968 bestuurskunde aan het Macalester College in Saint Paul en was van plan om verder te gaan met de studie politieke wetenschappen. Tijdens zijn studentenjaren ontwikkelde O’Brien zich echter tot een tegenstander van de oorlog, niet als activist maar als vrijwilliger die zich inzette voor Eugene McCarthy, een kandidaat voor de presidentsverkiezing van 1968 die zich openlijk had uitgesproken tegen de oorlog in Vietnam.
In 1968 eiste de oorlog in Vietnam steeds meer Amerikaanse slachtoffers. De (Amerikaanse) regering was afhankelijk van de dienstplicht om meer soldaten te rekruteren. Veel studenten konden vanwege hun studie uitstel van dienstplicht krijgen. O’Brien maakte geen gebruik van deze regeling, al nam zijn angst om uitgezonden te worden steeds verder toe.
’s Nachts probeerde hij zijn angst en verdriet op papier te zetten. Daarmee waren de zaden voor zijn schrijverschap gezaaid: "Ik ging naar mijn kamer in de kelder en ramde op de schrijfmachine, de hele zomer door. Mijn geweten zei me voortdurend dat ik niet het leger in moest gaan, maar voor mijn omgeving moest ik wel."
O’Brien haatte de oorlog in Vietnam en dacht er vaak over om naar Canada te vluchten. Maar hij voelde de druk van zijn ouders om de dienst in te gaan, want zij hadden elkaar in de marine tijdens de Tweede Wereldoorlog ontmoet. Ook ervoer hij pressie vanuit het stadje Worthington zelf: "Dit soort van dorpen. Ze hebben geen idee van de echte buitenwereld. Ze weten niet eens hoe je Hanoi spelt. Maar ze tolereren geen enkele andersdenkende. Deze mensen hebben me naar Vietnam gestuurd, terwijl ze er geen bal van af wisten."
In augustus 1968 meldde O’Brien zich uiteindelijk voor de militaire dienst en kreeg een basistraining in Fort Lewis (Washington). Korte tijd later bevond hij zich in Vietnam op een basis ten zuiden van Chu Lai.
Hij diende in het derde peloton, A compagnie, 5de bataljon van het 46ste Infanterie Regiment. Dit legeronderdeel was betrokken bij het My Lai Bloedbad. Over de periode dat zijn eenheid bij My Lai kwam, vertelde O'Brien: "[...] we ons verbaasd afvroegen, waarom de dorpelingen zo vijandig op ons reageerden. We wisten toen nog niet dat het jaar daarvoor die massamoord had plaatsgevonden. Pas toen we ter plekke waren, hoorden we ervan."
Hij diende 13 maanden in Vietnam als infanterist en radiotelegrafist. Hij raakte twee keer gewond en kreeg daarom werk, ver weg van het front. O’Brien bereikte de rang van sergeant.

## Loopbaan
Na zijn diensttijd werkte hij vijf jaar als doctoraal student bij de Harvard-universiteit.
In mei 1974 startte O’Brien als verslaggever Binnenland voor The Washington Post, maar daarna wijdde hij zich volledig aan het schrijverschap. Hij begon toen (en nu nog steeds) te publiceren in The New Yorker, The Atlantic Monthly, Harper's, Esquire, en Playboy. Daarbij vormde hij delen van zijn romans om tot een zelfstandig kort verhaal.
Voor het magazine van The New York Times schreef hij een verhaal The Vietnam in Me (Het Vietnam in mijzelf) over de eerste terugreis naar Vietnam die hij sinds zijn diensttijd maakte. Hij verkent hierin de raakvlakken tussen het geheugen, de tijd en verklaart getuige te zijn geweest van de oorlog in Vietnam en de gevolgen hiervan voor zijn relaties met anderen. Ook beschrijft hij hoe moeilijk het was om zijn leven weer op te pakken na zijn diensttijd in Vietnam. Hij schrijft: "Cambridge, Mass, juni 1994. Vannacht dacht ik aan zelfmoord. Niet of ik het zou doen, maar hoe. Komende nacht zal ik er opnieuw aan denken. Het is nu 4 uur in de ochtend, 5 juni. De slaappillen hebben niet gewerkt. Ik zit in mijn ondergoed achter deze emotieloze rotcomputer en probeer een paar gruwelijke waarheden in woorden te vangen."
Ook in zijn latere werk beschrijft O’Brien wat de oorlog met soldaten doet en de innerlijke spanning die veteranen (zoals O’Brien zelf) voelen tussen hun ervaringen in Vietnam en de morele waarden die ze voor Vietnam van huis uit hadden meegekregen. Hij hoopt dat uit al zijn boeken, hoewel ze over de oorlog gaan, vooral het verlangen naar vrede spreekt.
Een belangrijk kenmerk van het werk van O’Brien is het vage onderscheid tussen fictie en de realiteit. Zijn zijn boeken waarheidsgetrouw? Is er een onderscheid tussen de waarheid van het verhaal en of iets werkelijk gebeurd is? Voor hem is het verhaal belangrijker dan de feiten, vanwege het gevoel dat erdoor wordt opgeroepen.

## Romans
Voor O’Brien is schrijven van verhalen een innerlijke noodzaak. Hij praat erover als een evangelist: "Verhalen vertellen is mijn leven. Ik geloof in de ongelooflijke kracht van verhalen om mensen bewust te maken, om de levenden in leven te houden en de doden tot leven te brengen. Verhalen vertellen is van levensbelang voor de mens, juist wanneer de situatie beroerd is."
In zijn eerste boek, If I Die in a Combat Zone: Box Me Up and Ship Me Home (1973), over zijn oorlogsherinneringen en zijn jaar als infanterist in Vietnam, speelt het thema moed een belangrijke rol.
Northern Lights dateert uit 1975 en beschrijft de strijd van twee broers tegen een enorme sneeuwstorm. Door deze ervaring leren de broers elkaar beter kennen, want ieder heeft zijn eigen motieven en waarden waarmee hij het gevecht aangaat. Dit vroege werk tekent al een kenmerk van de stijl van O’Brien: zijn personages zijn geneigd tot reflectie en grondig zelfonderzoek.
In 1978 verscheen Going After Cacciato. Een veel geprezen boek, waarmee hij een groter publiek bereikte en dat hem in 1979 de National Book Award voor fictie opleverde. Het is een zwarte komedie over een soldaat die deserteert uit zijn eenheid in Vietnam om te voet (10.000 kilometer) op weg te gaan naar de vredesonderhandelingen in Parijs. De andere leden van zijn eenheid krijgen het bevel hem op te sporen.
Uit 1985 dateert Nuclear Age (Het Atoomtijdperk), zijn derde boek en het verst verwijderd van zijn eigen ervaringen. Zijn hoofdpersoon, William Cowling, een man van middelbare leeftijd, is als het ware opgegroeid onder de dreiging van een kernoorlog. Hij is daar zo bang voor dat hij een gat graaft in zijn tuin om daar al zijn angsten in te verbergen.
In 1990 verscheen The things they carried (Wat ze droegen), het boek waarmee O’Brien wereldroem vergaarde. Het is het verhaal over Vietnam tijdens de oorlog. De mannen van de Alpha Company vechten tegen de vijand maar ook tegen de eenzaamheid, de angst en de woede. Onder hun wapens en bepakking koesteren ze foto's en brieven van hun geliefde of familie. Ieder van hen komt aan het woord. Tim O'Brien verweeft ieder verhaal tot een ragfijn geheel, een subtiel spel van feit en fictie.
Met zijn roman heeft hij geprobeerd inhoud te geven aan zijn ervaringen tijdens de Vietnamoorlog. Terugblikkend op zijn oorlogservaringen blijkt dat hij nog steeds worstelt met het feit dat de dood elke dag alom aanwezig was. Na zelf gewond te zijn geraakt, en door gangreen, leek de dood ook voor hem nabij, maar in tegenstelling tot een aantal van zijn kameraden overleefde hij. Nu, terugdenkend aan de Vietnamoorlog, komen angst, boosheid en ongeloof weer in hem op als hij samen met zijn dochter Vietnam bezoekt. De New York Times noemde het een van de Boeken van de Eeuw. In november 2012 is dit boek ook in Nederland uitgegeven.
Daarna volgde In the Lake of the Woods (1994). Opnieuw zijn schuld, medeplichtigheid en moed de voornaamste thema’s. Zijn hoofdpersoon is deze keer een Vietnamveteraan die zich verkiesbaar stelt voor een zetel in de Senaat. Hij lijdt echter een zware nederlaag in de verkiezing, omdat er tijdens de campagne geruchten opduiken over zijn mogelijke betrokkenheid bij het bloedbad van My Lai.
Het boek is later verfilmd met Charlie Sheen in de hoofdrol.
Het meest recente boek van O’Brien is Tomcat in Love. Ook over een Vietnamveteraan, maar het hoofdthema is deze keer niet de oorlog, maar de liefde.
Tegenwoordig woont en werkt O’Brien in het midden van Texas aan de Texas State University San Marcos. Hij geeft colleges in creatief schrijven.
- Bibsys: 90576384
- Biblioteca Nacional de España: XX1051089
- Bibliothèque nationale de France: cb12056535z (data)
- Catàleg d'autoritats de noms i títols de Catalunya: 981058514331906706
- CiNii: DA03639509
- Gemeinsame Normdatei: 119278448
- International Standard Name Identifier: 0000 0001 2102 814X
- Library of Congress Control Number: n85092953
- Nationale Bibliotheek van Letland: 000012908
- MusicBrainz: 056ec247-14e2-40ea-becc-ad0d884e6b1e
- Bibliotheek van het Japanse parlement: 00472423
- Nationale Bibliotheek van Tsjechië: xx0009569
- Nationale bibliotheek van Australië: 35730561
- Nationale Bibliotheek van Israël: 987007272618005171
- Nederlandse Thesaurus van Auteursnamen: 074928473
- Réseau des bibliothèques de Suisse occidentale: 02-A003649362
- Istituto Centrale per il Catalogo Unico: CFIV067879
- LIBRIS: 218911
- SNAC: w63v7f0d
- Système universitaire de documentation: 028805100
- Virtual International Authority File: 85364833
- WorldCat: E39PBJcKFhGfHfYvjY76WVqmh3